# Gesellschaftshaus Concordia

Hauptansicht (1909)

Das Gesellschaftshaus Concordia (lateinisch concordia ‚Eintracht‘, zu cor ‚Herz‘) ist ein unter Denkmalschutz stehendes Gebäude in Wuppertal-Barmen mit den Adressen Werth 46–50, Concordienstraße 2–4 und Lindenstraße 1–3. Der Ursprungsbau entstand 1816–1818, beherbergte seither die 1801 gegründete Gesellschaft Concordia und wurde 1898–1900 durch den in Teilen bis heute erhaltenen neobarocken Bau ersetzt. Das Gebäude bildet den südlichen Abschluss des Johannes-Rau-Platzes (Rathausvorplatz) und gehört mit dem Rathaus Barmen und dem Stadtbad Kleine Flurstraße zu den wenigen historischen Bauten im alten Stadtkern, die den Zweiten Weltkrieg und die ersten Nachkriegsjahrzehnte überlebt haben.

## Geschichte

### 19. Jahrhundert
Das älteste Jahrbuch der Ersten Gesellschaft zur Gemarke erwähnt, dass „sich 1801 einige Freunde des geselligen Vergnügens in der Absicht verbanden, nach dem Beyspiel der in Elberfeld bestehenden gesellschaftlichen Verbindung (Elberfelder Casinogesellschaft) eine Societät hierselbst zu errichten, um da im freundschaftlichen Zirkel die der Erholung gewidmeten Abendstunden genießen zu können“. Die 25 Gründerväter benannten ihre Bürgergesellschaft Concordia und waren durch musikalische Aufführungen und Tanzveranstaltungen bemüht, auch den Interessen der Ehefrauen und Töchter der Mitglieder zu entsprechen. Zu diesem Zweck wurde 1816–1818 vom Baumeister Wilhelm Buchholz das erste Gesellschaftshaus an der Wertherstraße (heute Werth) in klassizistischen Stilformen mit Mittelrisalit und Zwerchgiebel errichtet. Durch die fortschreitende Industrialisierung Barmens und den sprunghaften Anstieg der Bevölkerung wuchsen auch die Anforderungen an die Stadtverwaltung. Da viele der Entscheidungsträger von Stadt und Bezirk in der Gesellschaft Concordia waren, wurden auf ihren Zusammenkünften häufig lokal- und regionalpolitische Vorhaben eingeleitet.
Die musikalischen Aufführungen hatten beachtliches Niveau erreicht und machten durch Mangel an alternativen Räumlichkeiten in Barmen eine Erweiterung notwendig. Im Februar 1861 fand nach zwei Jahren Bauzeit die Einweihung des Konzertsaals statt. Dieser bot über 400 Besuchern Platz, hatte eine sternenförmige Deckenbeleuchtung und war der erste Konzertsaal auf dem Kontinent mit einer Orgel, die aus der Werkstatt von Ibach stammte. Bedeutende Solisten wie z. B. Johannes Brahms am 16. Februar 1884 und Dirigenten wie z. B. der in Elberfeld geborene Hans Knappertsbusch gaben hier Konzerte. Das Gesellschaftshaus war die Ideenschmiede und der Versammlungsort für die Gründung des Barmer Verschönerungsvereins am 8. Dezember 1864 sowie des Barmer Kunstvereins am 25. Februar 1866.

### Neubau um 1900

Eingangsportal (1909)

Konzertsaal (1909)

Treppenhaus (1909)

In den 1870er und 1880er Jahren entwickelte sich das Gesellschaftshaus der Concordia zu einer bürgerlichen Festhalle, und das Gebäude entsprach nicht mehr den Anforderungen. Am 8. Juni 1896 beschloss die Gesellschaft den Neubau des Vereinshauses an gleicher Stelle. Die feierliche Einweihung erfolgte am 17. Januar 1900. Eine dem Schlussstein beigelegte Urkunde vom 25. Januar 1900 beschreibt den Ablauf des Bauprojekts:

„Ausgeführt wurde der Bau auf dem Platze und auf den durch Kauf erworbenen Nachbargrundstücken des alten Gesellschaftshauses, welches 1817 erbaut worden war. Mit der Niederlegung des Gebäudes wurde am 10. Juni 1897 begonnen. Die aus einem (unter zwölf deutschen Baumeistern) ausgeschriebenen Wettbewerbe siegreich hervorgegangenen Pläne und Entwürfe sind das Werk des Architekten Schreiterer und Below in Köln, denen auch die Bauleitung anvertraut war … Die Bildhauerarbeiten der prächtigen Hauptfaçade wurden ausgeführt von Johannes Degen, Köln, in Mittelberger Sandstein, die (im Stil des späten Rokoko gehaltenen) Stuck- und Holzarbeiten im Inneren von Heinrich Pallenberg, Köln.“

Die Kunstverglasungen wurden von der Glasmalerei Schneiders und Schmolz in Köln-Lindenthal angefertigt. Die Architekten, der Bildhauer und die ausführenden Werkstätten besaßen hohes Renommee in Fachkreisen.
Der Neubau hatte den Charakter eines barocken Stadtpalais. Eine zeitgenössische Beschreibung des Gebäudeinneren besagte:

„Während die weitläufigen Räume des Erdgeschosses als Läden und prächtigere Wirthschafträume vermiethet wurden, sind die Säle der Beletage der Gesellschaft selbst vorbehalten. Durch das prunkvolle Portal und ein eben so reich gehaltenes Treppenhaus gelangt man zunächst zu den Garderobenräumlichkeiten im ersten Stock. In der Mitte der Hauptfront öffnet sich dann das eigentlich Herren-Gesellschaftszimmer, dem sich auf der einen Seite der Billardraum, das Spielzimmer, das Lesekabinett, und das Direktionszimmer anschließen, während ein nach der Seite ein großer und ein kleiner Speisesaal, sowie ein höchst ansprechender Empire-Salon folgen. Außer dieser langen, ununterbrochenen Flucht von prächtigen Räumen, bei deren Ausstattung sich namentlich die Firma Pallenberg zu Cöln bewährte, enthält das Hauptgeschoss den großen Konzertsaal, einen kleineren Reunionsaal und die Damenzimmer. Dieser Theil des Hauses, der für Aufführungen und Bälle ein grosses Treppenhaus besitzt, kann je nach Bedarf mit anderen Räumen verbunden oder getrennt verwendet werden.“

Mit der geschweiften Giebelform der zahlreichen Zwerchhäuser in den Mansardwalmdächern hatte das Gebäude ein lebhafte Dachlandschaft, mit der die Architekten an Formbestände des bergischen Bürgerhauses aus dem Spätbarock anknüpften. Originell ist auch das erhaltene bergische Eingangsportal mit leicht verziertem Kämpferfenster und spiegelbildlich angeordneten Dielenfenstern, wobei spielerisch mit den Barockformen nach österreichisch-böhmischer Art und bergisch-märkischer Tradition umgegangen wurde.
Einen Tag nach der Neueröffnung 1900 wurde auch das Bismarck-Denkmal in der Nähe der Concordia eingeweiht. Diese bewusst angelegte städtebauliche Situation hatte für das Gesellschaftshaus der Concordia einen politischen Zusammenhang, in dem der Begriff Concordia mit Otto von Bismarck als gefeiertem Vollender der Deutschen Einheit politisch umgedeutet wurde. In der historischen Concordia war das Bürgertum unter sich. Alles, was Rang und Namen hatte, ging hier ein und aus, um sich den schönen Künsten zu widmen. Es wurde Politik betrieben, man präsentierte und feierte sich selbst, engagierte sich aber auch in christlicher Nächstenliebe mit „edlen Thaten“ für die „unteren“ Gesellschaftsschichten.

### Zweiter Weltkrieg und Nachkriegszeit
Im Zweiten Weltkrieg wurde das repräsentative Gesellschaftshaus durch den alliierten Luftangriff auf Barmen in der Nacht vom 29. auf den 30. Mai 1943 bis auf die Umfassungsmauern zerstört und in vereinfachter Form wiederaufgebaut. Dabei entfielen die Mansardwalmdächer, und die großen Öffnungen der zweigeschossigen Eisen-Glas-Schaufenster-Konstruktionen wurden durch eingeschossige Schaufenster und kleinere Rundbogenfenster im ersten Obergeschoss ersetzt, das Mauerwerk zwischen diesen Fensteröffnungen wurde mit Sandstein verkleidet, der sich farblich von den alten Teilen der Fassade unterscheidet.
Das Gebäude mit der schmuckvoll verzierten Fassade fällt vor allem durch die beiden großen, originalen Konsolen-Figuren über dem kunstvollen Portal auf, die einen Balkon mit schmiedeeisernem Geländer tragen. Während im Erdgeschoss an der Frontseite unter anderem Ausstellungsräume eines Kunsthändlers untergebracht sind, liegt am Ende der Schuchardstraße der Eingang zum ehemaligen FITA-Palast, in dem von 1948 bis 1998 ein Mehrtheaterkino mit insgesamt 1400 Sitzplätzen und abgetrennten Logen untergebracht war. Das Kino wurde aus den ehemals zwei großen Gesellschaftssälen der Concordia gebildet.

### Heutige Nutzung

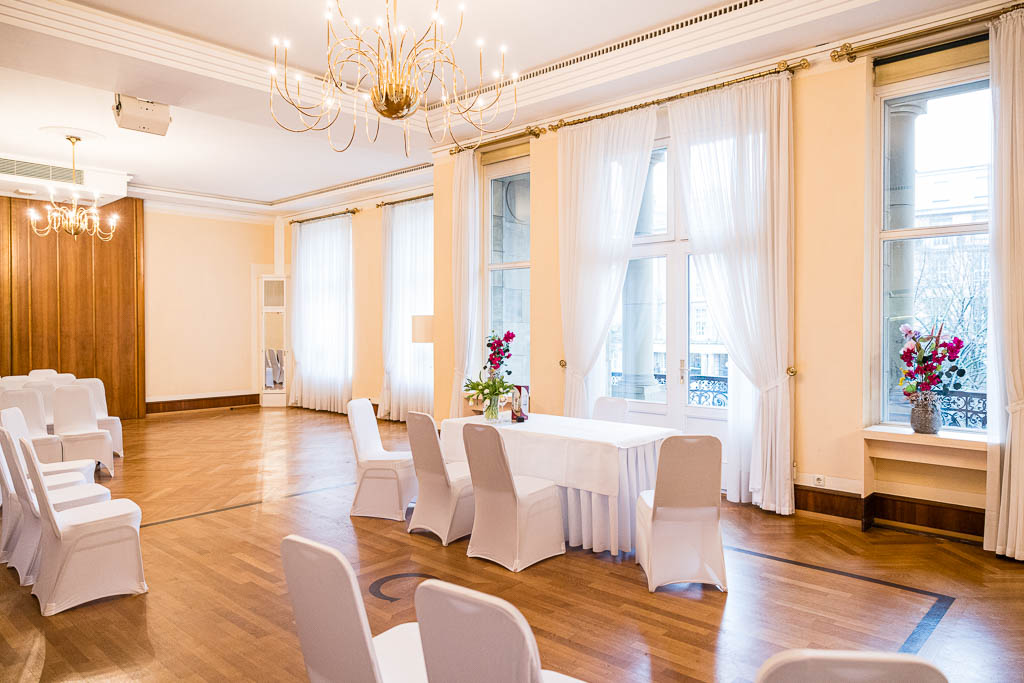
Räumlichkeiten für Trauungen

2006 wurde der Dortmunder Architekt Niederwörmann damit beauftragt, das ehemalige Kino zu überplanen. Bis zu zehn Arztpraxen sollten als Ärztehaus in dem ehemaligen Kino Platz finden. Vorher wurden bereits Nutzungen als Diskothek, Erlebnisgastronomie, Indoor-Kinderspielplatz oder als dritte kommunale Theaterspielstätte in Wuppertal diskutiert, realisiert wurde bislang keiner dieser Pläne.
Der Rest des Gebäudeblocks enthält Ladenlokale, Gastronomieräume, Büros und Wohnungen. Im zweiten Obergeschoss bleiben das Spielzimmer, die Gesellschaftsräume und zwei große Säle der Gesellschaft Concordia für Geselligkeit, Konzerte, Kunstausstellungen, Vorträge und Festversammlungen vorbehalten. In den Sälen kann man sich standesamtlich trauen lassen.

## Bilder

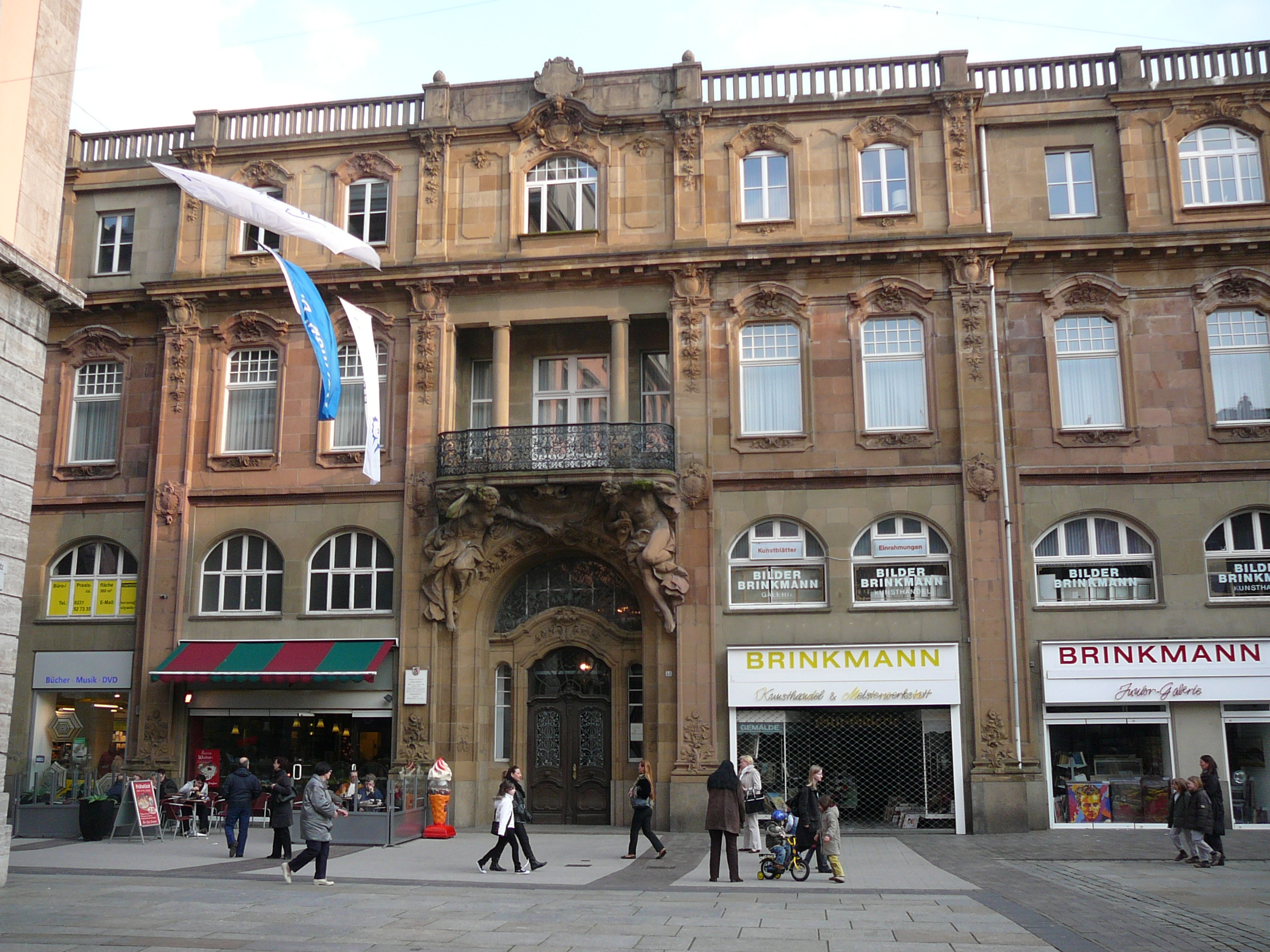
Gesellschaftshaus Concordia (2008)
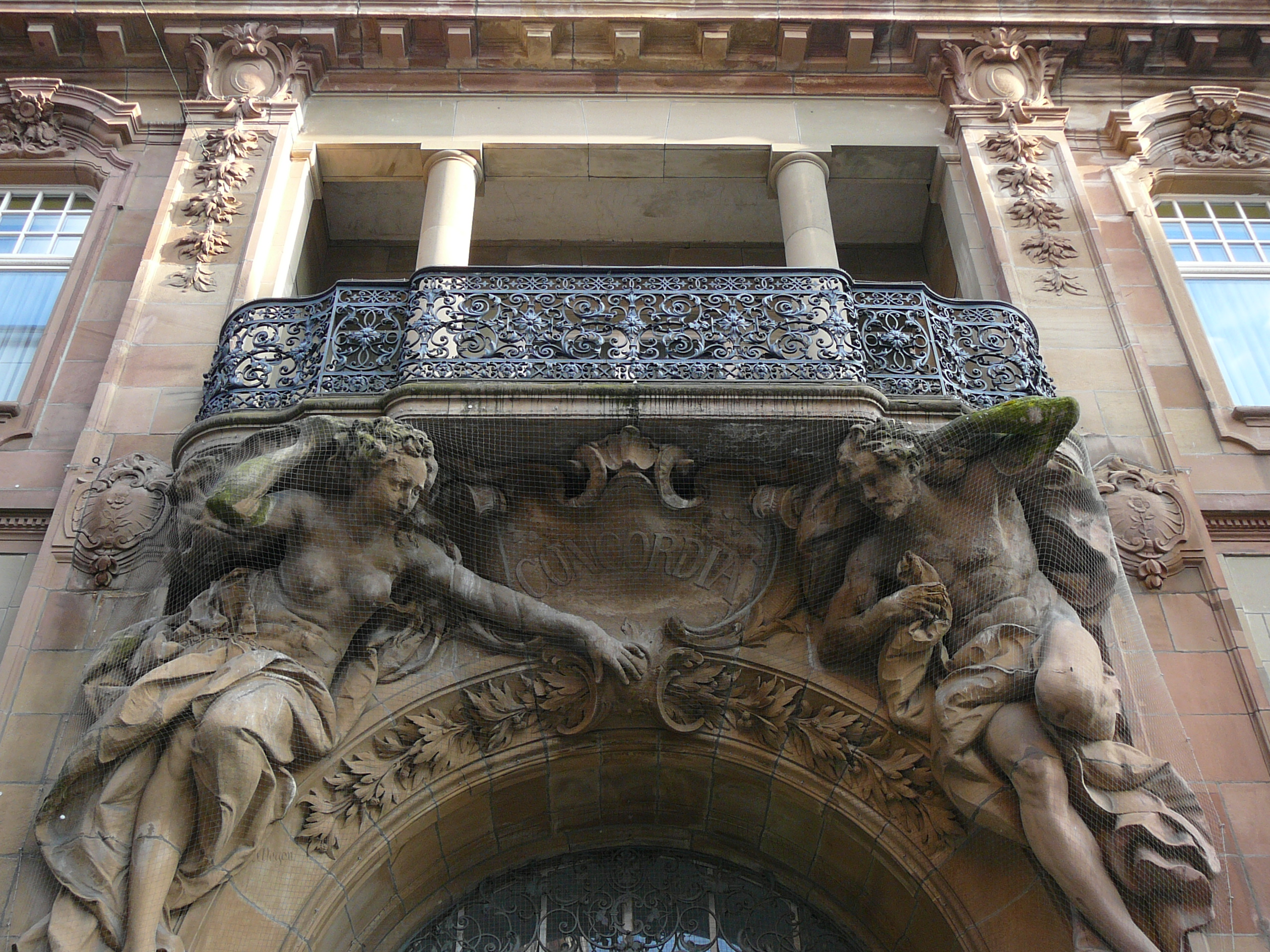
Obere Portalansicht (2009)
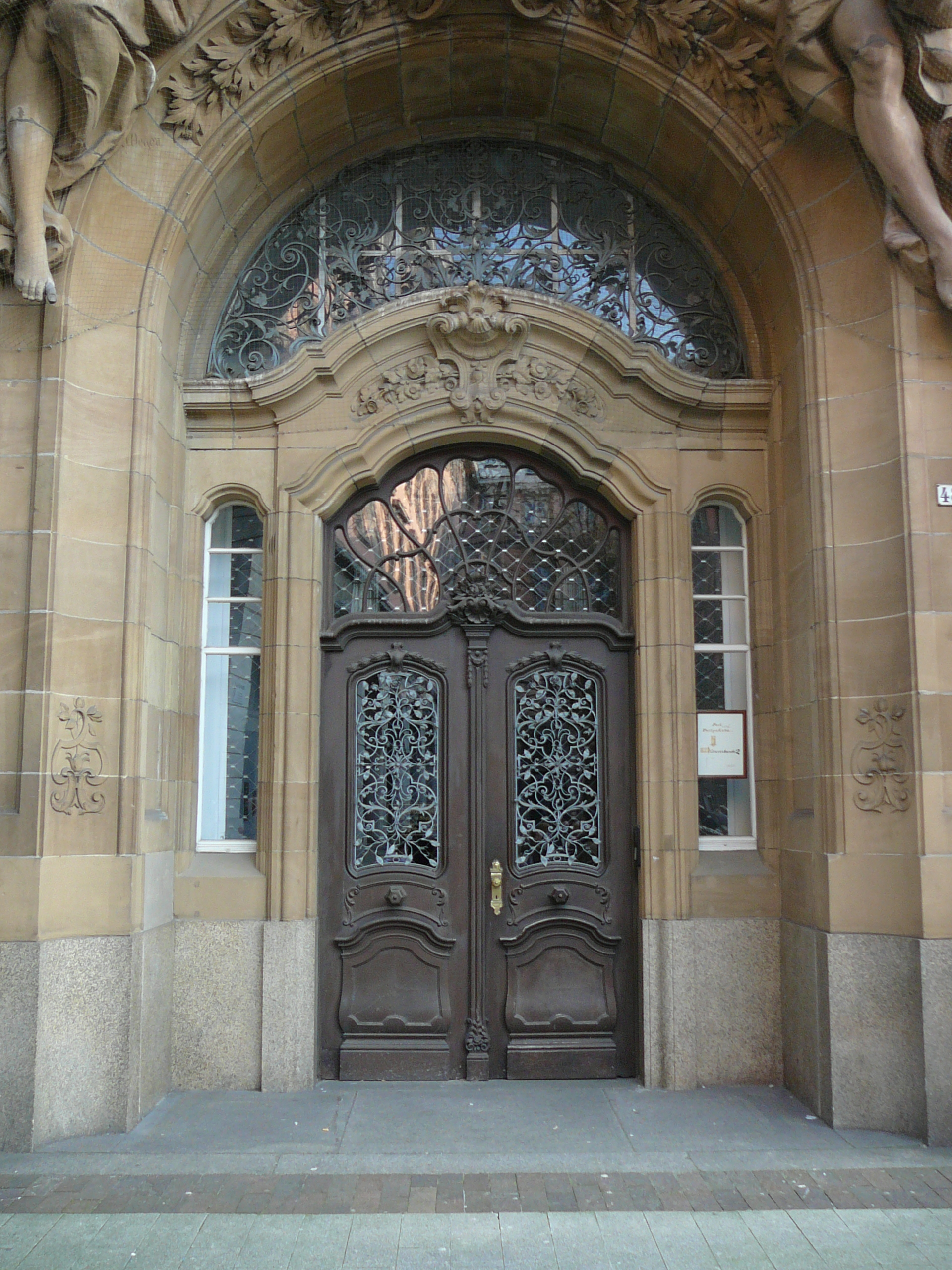
Untere Portalansicht (2009)
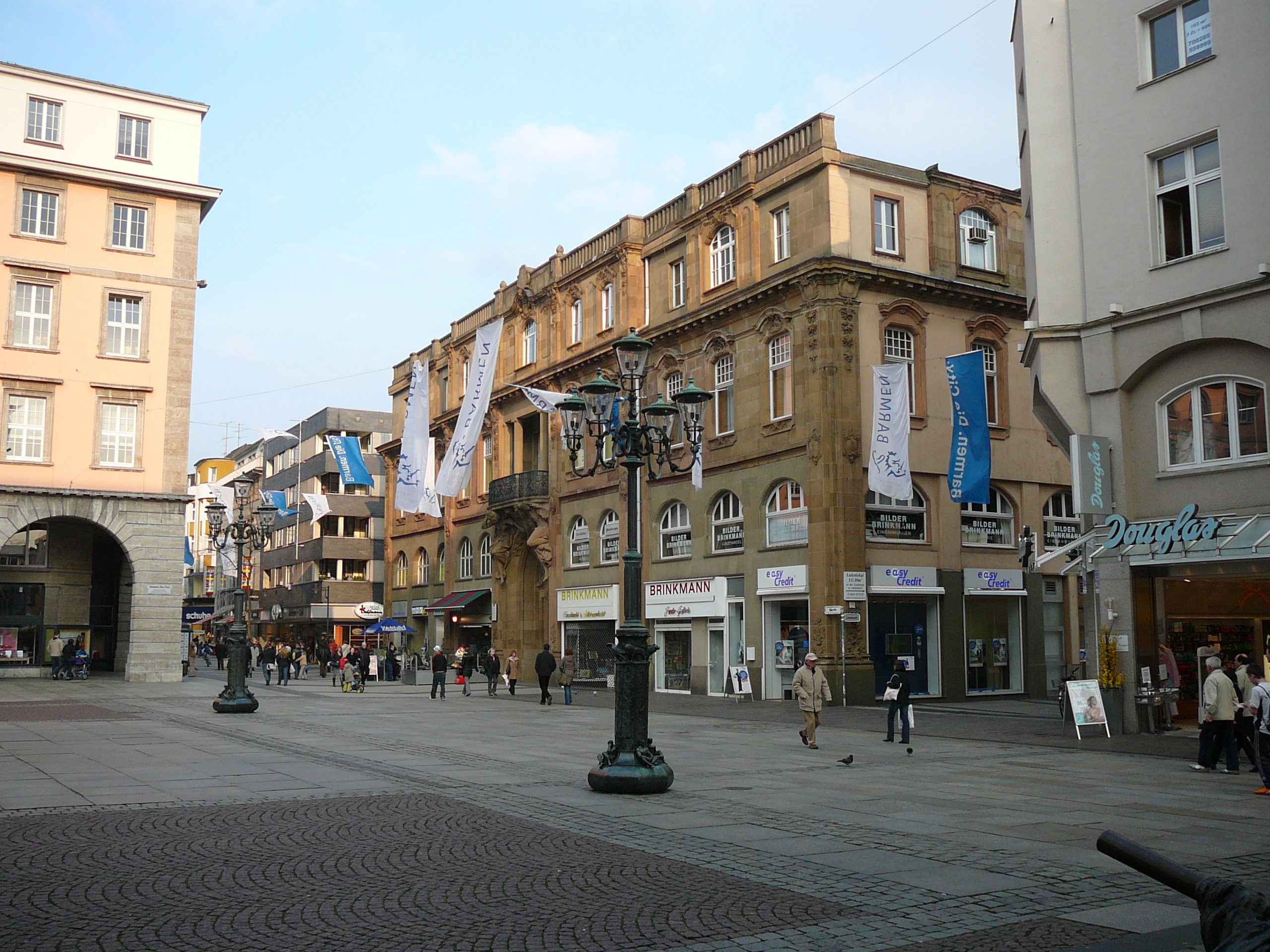
Concordia vom Johannes-Rau-Platz aus gesehen (2008)
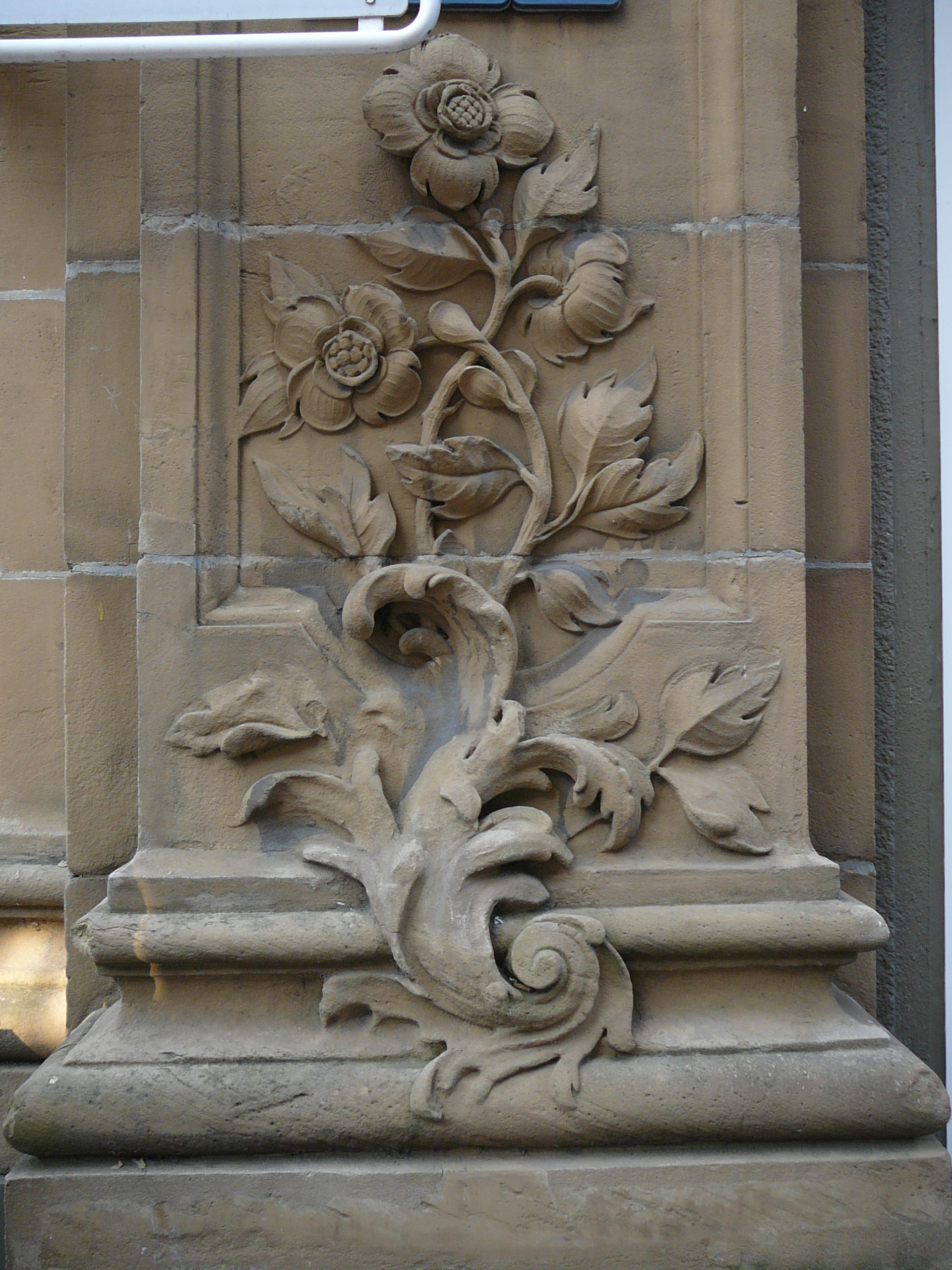
Gebäudeverzierungen an der Lindenstraße (2009)
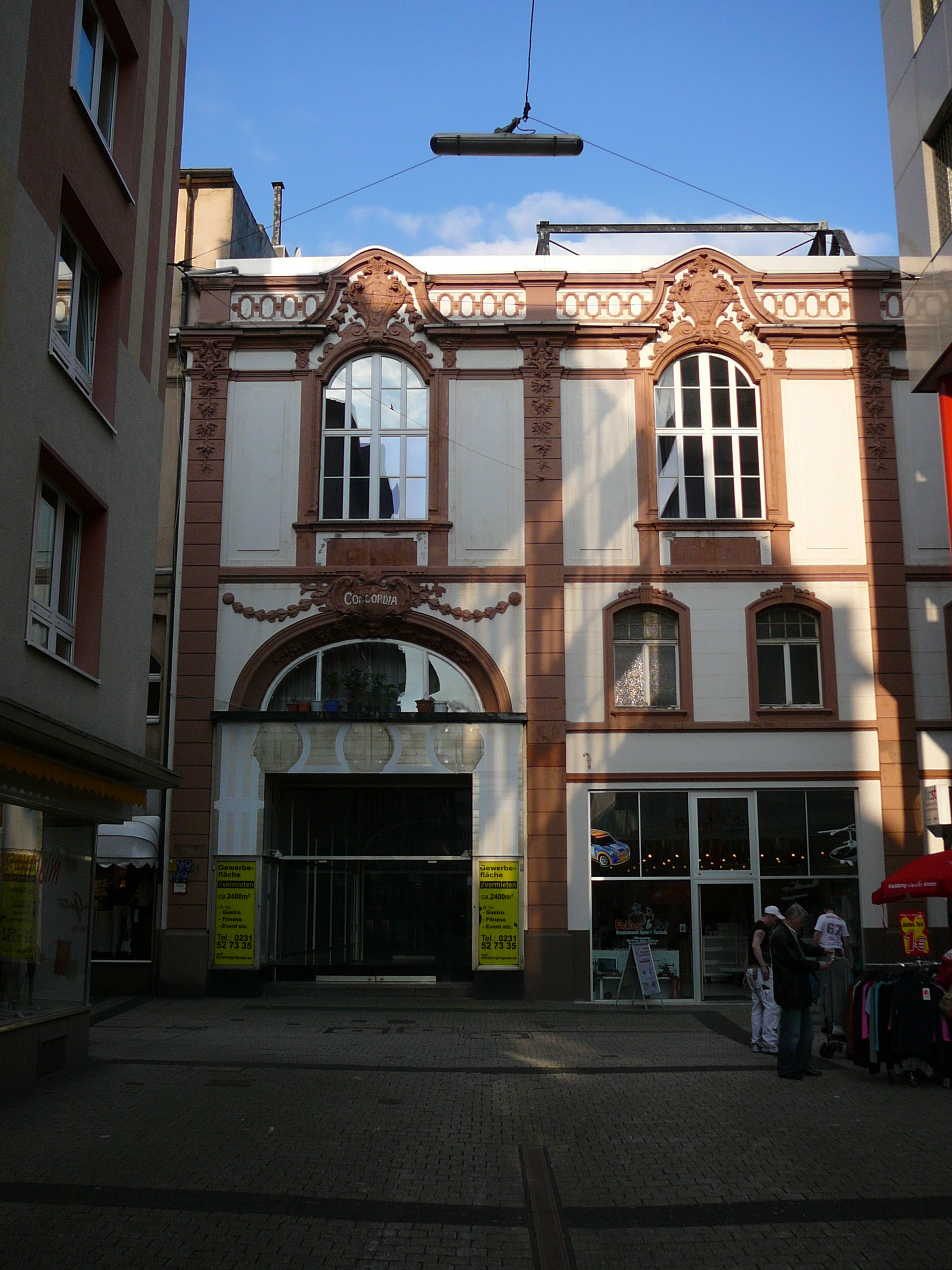
Eingang zum ehemaligen FITA-Palast an der Lindenstraße (2009)